# Maurice Chaper
Pour les articles homonymes, voir Chaper.
Maurice Armand Chaper est un paléontologue et un géologue français, né le 13 février 1834 à Dijon et mort le 5 juillet 1896 à Vienne (Autriche).

## Biographie
Il est le fils de l’homme politique Achille Chaper (1795-1874) et d’Antoinette Marie Henriette née Teisseire. Il entre à l’École polytechnique en 1854 puis à l’École des mines de Paris l’année suivante, mais n’obtient aucun diplôme. Durant ses études, il s'intéresse à la paléontologie et travaille notamment aux couches de la Porte de France à Grenoble.
Garde national durant la guerre de 1870-1871, il sert aux avant-postes à Arcueil et à Créteil comme capitaine, chef de bataillon puis lieutenant-colonel. Il démissionne lorsque éclate la Commune et est décrété d'arrestation. À partir de 1872, il est adjoint au maire du Ve arrondissement de Paris. Il fut à la tête de nombreuses expéditions d'exploration botanique et zoologique au Venezuela, en Californie dans les Montagnes Rocheuses, à Bornéo, en Afrique du Sud et dans l'Oural. Ses dons au Muséum d'histoire naturelle de Paris, à celui de Grenoble et à l'École des Mines enrichissent considérablement les collections de ces établissements. Il travaille ensuite comme géologue et paléontologue en tant que membre de la commission d’étude sur le canal de Panama.
En 1882-1883 il effectue son voyage en Inde en compagnie de l'explorateur Jacques de Morgan. En 1889 il se rend en Arménie où il est chargé par les actionnaires, avec Couttelenc et d'Izviekoff, de licencier Jacques de Morgan dirigeant alors une exploitation minière de cuivre à Akthala.
Il préside la Société zoologique de France. Il participe avec Joseph Henri Ferdinand Douvillé (1846-1937) à un projet de code de Nomenclature zoologique.
En 1895, il alla étudier le chemin de fer de Saint-Louis à Dakar pour mettre fin au différend qui opposait l'État et la Compagnie. L'année suivante, il se rendit en Transylvanie pour explorer le gisement aurifère de Muhlbach. Étant tombé malade, il fut ramené à Vienne où il mourut le 5 juillet 1896.

## Ouvrages
- Notes sur quelques faits observés dans le massif de l'Oural... (1879)
- Note sur la région diamantifère de l'Afrique australe (1880)
- Découverte en Toscane de la dawsonite (1881)
- Rapport sur une mission dans l'intérieur de l'Hindoustan (1884)
- Découverte du diamant dans une pegmatite de l'Hindoustan (1884)

## Source
- (fr) Site des Annales des mines